# Justice pour tous
Pour les articles homonymes, voir ...And Justice for All (chanson) et ...And Justice for All (album).
Pour plus de détails, voir Fiche technique et Distribution.
Justice pour tous (...And Justice for All) est un film de procès américain de Norman Jewison, sorti en 1979.

## Synopsis
Un juge rigoriste est accusé de viol, il demande à un jeune avocat impulsif, idéaliste et qui le hait, de prendre sa défense.

## Fiche technique
- Titre original : ...And Justice for All
- Titre français : Justice pour tous
- Réalisation : Norman Jewison
- Scénario : Valerie Curtin, Barry Levinson
- Direction artistique : Richard MacDonald, Peter Samish
- Costumes : Ruth Myers
- Décors : Thomas L. Roysden
- Photographie : Victor J. Kemper
- Son : Sam Shaw
- Montage : John F. Burnett
- Musique : Dave Grusin
- Production : Norman Jewison, Patrick J. Palmer
- Production déléguée : Joe Wizan
- Société de production : Malton Films
- Société de distribution : Columbia Pictures
- Pays de production :  États-Unis
- Langue originale : anglais
- Format : couleur (Metrocolor) — 35 mm — 1,85:1 — son Mono
- Genre : drame, film juridique
- Date de sortie : 
  - États-Unis : 19 octobre 1979
  - France : 5 mars 1980

## Distribution
- Al Pacino (VF : Bernard Murat) : Arthur Kirkland
- Jack Warden (VF : Jean Berger) : Juge Rayford
- John Forsythe (VF : Jean-Claude Michel) : Juge Fleming
- Lee Strasberg (VF : René Bériard) : Grandpa Sam
- Jeffrey Tambor (VF : Vania Vilers) : Jay Porter
- Christine Lahti (VF : Sylvie Moreau) : Gail Packer
- Larry Bryggman (VF : Daniel Gall) : Warren Fresnell
- Craig T. Nelson (VF : Michel Beaune) : Frank Bowers
- Thomas G. Waites : Jeff McCullaugh
- Dominic Chianese (VF :  Francis Lax) : Carl Travers
- Joe Morton : Docteur de la prison
- Keith Andes (VF : Jean Michaud) : Marvin Bates
- Sam Levene (VF : Georges Aubert) : Arnie
- Robert Christian : Ralph Agee
- Vincent Beck (VF : Mike Marshall) : Officier Leary
- Tom Quinn (VF : Jacques Deschamps) : Kiley
- Rita Fredricks (VF : Jacqueline Porel) : Juge Howe
- Darrell Zwerling (VF : Jacques Deschamps) : William Zinoff
- Johnny Haymer (VF : Jean Violette) : Crenna
- Kenneth Patterson (VF : Jacques Lalande) : Cecil
- Connie Sawyer : Gitel

## Autour du film
C'est le titre du film et sa thématique qui ont inspiré à Metallica leur album du même nom sorti en 1988, ainsi que les paroles de la chanson-titre.